# Serpophaga subcristata
Serpophaga subcristata là một loài chim trong họ Tyrannidae.